# The Eternal Triangle (film 1917)
The Eternal Triangle è un film muto del 1917 diretto da Frank Wilson.

## Trama
Una ragazza ama il figlio di un signorotto locale povero, ma sposa un ricco commediografo che rimane ucciso in un incidente automobilistico.

## Produzione
Il film fu prodotto dalla Hepworth.

## Distribuzione
Distribuito dalla Pioneer Film Distributors, il film uscì nelle sale cinematografiche britanniche nel marzo 1917.
Fu distrutto nel 1924 dallo stesso produttore, Cecil M. Hepworth. Fallito, in gravissime difficoltà finanziarie, Hepworth pensò in questo modo di poter almeno recuperare il nitrato d'argento della pellicola.